# Davaasambuugiin Dorjbat
Davaasambuugiin Dorjbat (mongolsk Даваасамбуугийн Доржбат; født 19. november 1970) er en mongolsk tidligere judoka. Han vandt medaljer ved Asienmesterskaberne i judi i 1991 og 1993. Han deltog også i OL i Barcelona i 1992, hvor han endte på en delt niendeplads i 78-kilosklassen.